# Ton Baltus
Anthonius Johannes Maria (Ton) Baltus (Assendelft, 28 december 1965) is een Nederlandse oud-atleet, die zich had toegelegd op de middellange afstanden, met name de 800 m. Hij maakte eind jaren tachtig, begin jaren negentig furore en werd viermaal Nederlands kampioen.

## Biografie

### Wegwedstrijden als basis
Baltus stamt uit een sportieve familie. Er werd veel geturnd, vooral door zijn moeder en zuster, terwijl zijn broer daarnaast ook nog voetbalde. Toen Baltus een keer met hem meeging, wist hij het al gauw: dat was helemaal niks. Tijdens schoolsport bleek dat hij aanleg had voor atletiek en werd hem geadviseerd eens bij een atletiekvereniging te gaan kijken. Terwijl hij hierover nadacht, nam hij deel aan een serie avondwedstrijden in zijn woonplaats Assendelft. Wegwedstrijden van zeven kilometer waren dat, georganiseerd door Le Champion. Nadat hij een paar keer tweede en derde was geworden en in het eindklassement als derde eindigde, besefte hij dat hij talent had en meldde hij zich op veertienjarige leeftijd aan bij AV Lycurgus in Krommenie.

### OS 1992 ultiem doel
Aanvankelijk ontwikkelde Baltus zich aardig als junior, maar rond zijn achttiende, negentiende jaar bleef hij op de 800 m een beetje hangen; verder dan tijden in de 1.53 kwam hij niet. Totdat Charles van Commenée, in die tijd verbonden aan Lycurgus, hem adviseerde om bij Jan Willem van der Wal te gaan trainen, die de 800 m meer benaderde vanuit de 400 m. Die aanpak werkte. In enkele jaren tijd maakte hij een ontwikkeling door die van 1.53 uitmondde in 1.45,50, in 1989 in Berlijn gelopen.
Die wedstrijd 'verdiende' hij eigenlijk met een eerder geslaagd optreden tijdens de Adriaan Paulen Memorial in Hengelo in augustus. Daar was hij achter gerenommeerde mannen als de Braziliaan José Luis Barbosa en de Amerikaan Johnny Gray op een zevende plaats geëindigd in 1.45,69. Tot dat moment had hij nooit sneller gelopen dan 1.48,47, eveneens in Hengelo, bij de Nederlandse kampioenschappen. Vijf dagen na de APM liep hij die 1.45,50 in Berlijn. "En dan te bedenken dat ik 's nachts pas werd opgebeld dat ik de volgende dag naar Berlijn moest. Als je met zo'n voorbereiding die tijd loopt dan kan het volgens mij nog veel sneller." Dacht hij toen.
Vanaf dat moment ging Baltus zich richten op de Olympische Spelen. Daaraan meedoen was zijn droom. Dus richtte hij zijn leven erop in. Zijn studie aan de Pedagogisch Technische Hogeschool in Eindhoven werd naar de avonduren verschoven en naast een baantje voor halve dagen was het verder een kwestie van trainen, trainen en nog eens trainen.

### Aan neus voorbij
Ton Baltus liep op de 800 m nooit meer sneller dan op die 18e augustus van 1989 in Berlijn. Wat hij ook deed, het lukte hem niet. Achillespeesproblemen speelden hem begin jaren negentig in twee opeenvolgende winters parten, maar in het olympische jaar 1992 was hij fit. Hij liep dat seizoen heel wat 1.46-ers, maar de 1.45,90, de limiet voor Barcelona, kwam er maar niet uit. "In Lausanne werd ik toen tweede in 1.46 blank. Toen dacht ik dat ik het gehaald had, maar ja, dus niet. Op dat moment zag ik de Spelen aan mij voorbijgaan. Dat was mijn droom."
Het was een enorme teleurstelling voor de Zaankanter, dat hij de Olympische Spelen niet haalde. Het tastte zijn motivatie aan, het heilige vuur doofde. Hij vond een baan en trainde voortaan drie, vier keer in de week. In de jaren die volgden veroverde hij desalniettemin zijn derde en vierde nationale titel; de eerste twee behaalde hij in 1991 (indoor) en 1992 (outdoor). In 1994 liep hij een 800 m weer in 1.45,88. Het zou voor hem deelname aan de Europese kampioenschappen hebben betekend, als hij die prestatie niet precies één dag na de sluiting van de kwalificatieperiode had geleverd.

### Trainer
In 1995 had Ton Baltus er genoeg van en zette een punt achter zijn atletiekloopbaan. Hij verhuisde naar Hoorn en concentreerde zich op zijn maatschappelijke carrière, waarin hij het nodige had in te halen. Totdat hem bij de Hoornse vereniging Hollandia werd gevraagd om een trainersplek in te vullen. Dat vond hij toch weer zo leuk, dat hij vrijwel geruisloos het trainersvak inrolde. Van het een kwam het ander. Tegenwoordig is hij verbonden aan Team Distance Runners, een stichting die opleiding en faciliteiten biedt voor talentontwikkeling van hardlopers van verschillende verenigingen en waar hij diverse looptalenten onder zijn hoede heeft gehad, zoals Machteld Mulder en Addis Riet. Die activiteit kost hem wekelijks zo'n 20 uur, naast zijn fulltime job van technisch bedrijfsadviseur.
Baltus woont met zijn gezin in Oostwoud, in een boerderij met een groot stuk grond en ligging aan het water. Die heeft hij na aankoop in 2003 eerst leeggehaald en vervolgens grotendeels zelf verbouwd. Daar heeft hij zo’n jaar of anderhalf aan gewerkt, naast zijn dagelijkse werk en zijn trainersactiviteiten. "Dat ik daar niks aan heb overgehouden, verbaast me nog steeds. Ik heb wéken gemaakt ...!"
Met zijn beste prestaties op de 800 en 1000 m staat Ton Baltus, eenentwintig respectievelijk zestien jaar na dato (peildatum december 2011) nog steeds in de nationale Top Tien Aller Tijden: op de 800 m op een zevende en op de 1000 m op een tiende plaats.

## Nederlandse kampioenschappen
Outdoor
| Onderdeel | Jaar       |
| --------- | ---------- |
| 800 m     | 1992, 1993 |

Indoor
| Onderdeel | Jaar       |
| --------- | ---------- |
| 800 m     | 1991, 1995 |

## Persoonlijke records
| Onderdeel | Prestatie | Datum           | Plaats  |
| --------- | --------- | --------------- | ------- |
| 800 m     | 1.45,50   | 8 augustus 1989 | Berlijn |
| 1000 m    | 2.20,8=   | 5 augustus 1994 | Heiloo  |

## Palmares

### 800 m
- 1988:  NK indoor - 1.52,87
- 1988:  NK - 1.48,10
- 1989:  NK indoor - 1.49,01
- 1989:  NK - 1.48,47
- 1989: 7e APM Games - 1.45,69
- 1989: ? ISTAF-meeting in Berlijn - 1.45,50
- 1989: 7e Memorial Van Damme - 1.46,23
- 1989: ? ½ fin. Universiade - 1.50,15
- 1991:  NK indoor - 1.51,78
- 1991: 3e in serie WK indoor - 1.50,78
- 1992:  Internat. atletiekgala te Kerkrade - 1.47,77
- 1992: 6e APM Games - 1.47,47
- 1992:  NK - 1.47,11
- 1993: 7e APM Games - 1.46,57
- 1993:  Papendal Games - 1.46,76
- 1993:  NK - 1.47,46
- 1994: 4e Reebok Classics EAA te Kerkrade - 1.49,02
- 1994: 5e APM Games - 1.47,97
- 1994: 6e Papendal Games - 1.49,27
- 1994: 4e NK - 1.51,66
- 1995:  NK indoor - 1.52,40
- 1995: 8e APM Games - 1.48,24